# Parc nacional Black Mountain
El Parc Nacional Black Mountain és un parc nacional que es troba a Queensland (Austràlia), situat a 1539 km al nord-oest de Brisbane.

## Descripció
La principal atracció del lloc és una muntanya de roques de granit de cinc-cents metres d'altura. Els espais entre les roques són amb freqüència molt grans, molts d'ells condueixen a profundes cavernes, poblades de ratapinyades. No es disposa de mapes de recorregut de les cavernes i es desaconsella explorar-les als visitants inexperts.
El color negre de les roques es deu a un alga blava verdosa que les pobla. Algunes roques es veuen blanques a causa de recents processos d'erosió. La regió alberga algunes espècies úniques, com la granota de les Black Mountains.

## Patrimoni de la Humanitat
Forma part dels Tròpics humits de Queensland, zona classificada des de l'any 1988 per la Unesco com un dels Patrimonis de la Humanitat a Austràlia.
Aquesta regió, coberta principalment per boscos humits, tropicals s'estén al llarg de la costa nord-est d'Austràlia. Aquest biòtop alberga un conjunt molt complet i variat de plantes, marsupials i ocells cantaires, així com tot un seguit d'espècies rares, vegetals i animals, en perill d'extinció.

## Ecologia
Les muntanyes negres es troben a l'extrem nord de la zona dels tròpics humits (Patrimoni de la Humanitat), on són un refugi natural per a la fauna aïllada en relictes.
El Departament de Medi Ambient i Gestió de Recursos de Queensland gestiona la relativament petita zona del parc, ja que la "Muntanya Negra" és l'únic hàbitat del món d'almenys tres animals: la granota de la Muntanya Negra( Cophixalus saxatilis ); l'escíncid de la Muntanya Negre ( Carlia scirtetis ); i el gecko de la Muntanya Negre ( Nactus galgajuga ). Això fa que l'àrea sigui d'un dels hàbitats més restringits d'Austràlia per a la fauna endèmica.

## Galeria d'imatges

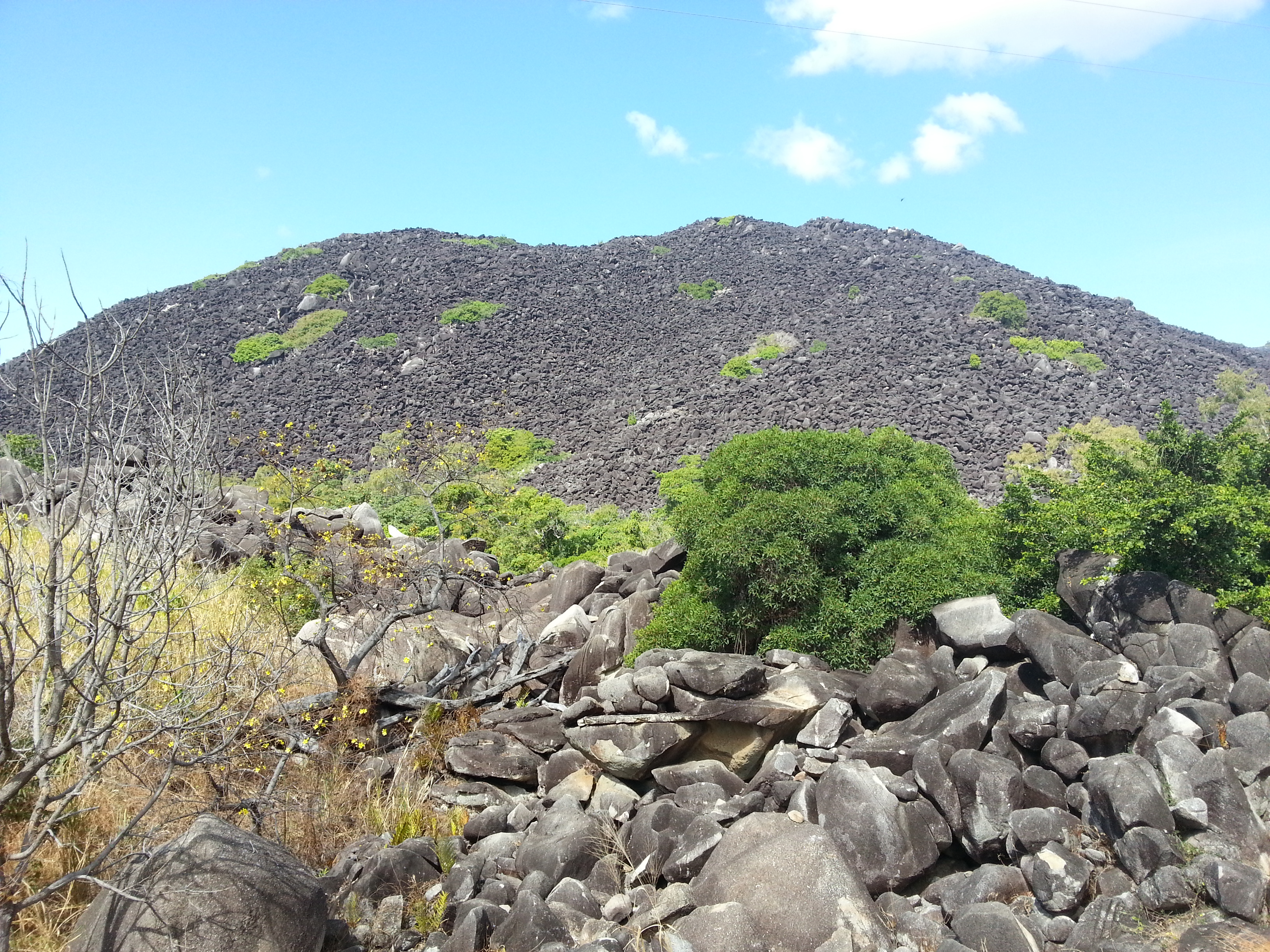
Vista de la Muntanya Negra
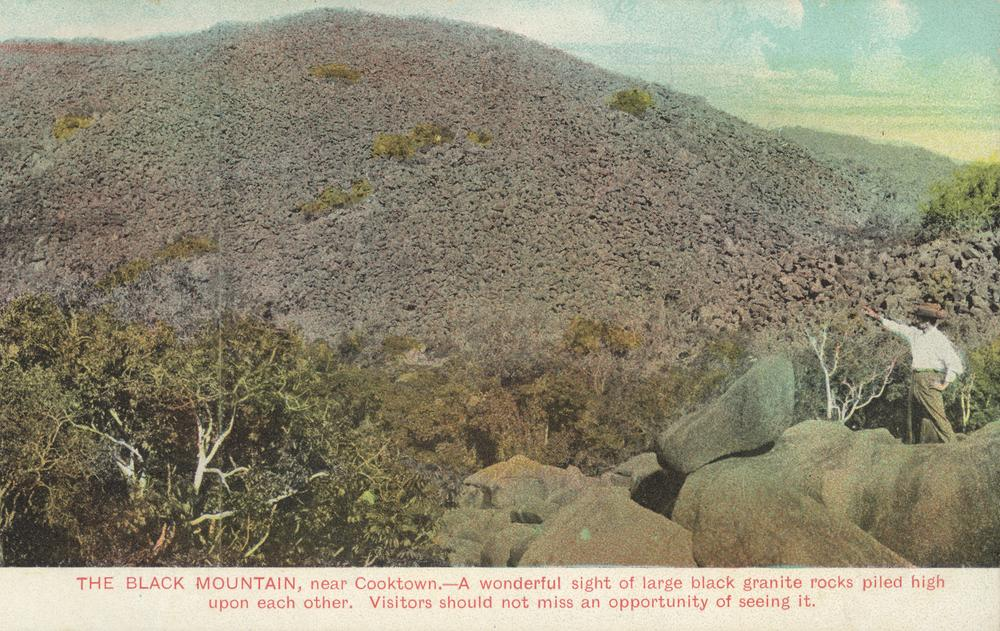
Piles de roques granítiques que formen la muntanya
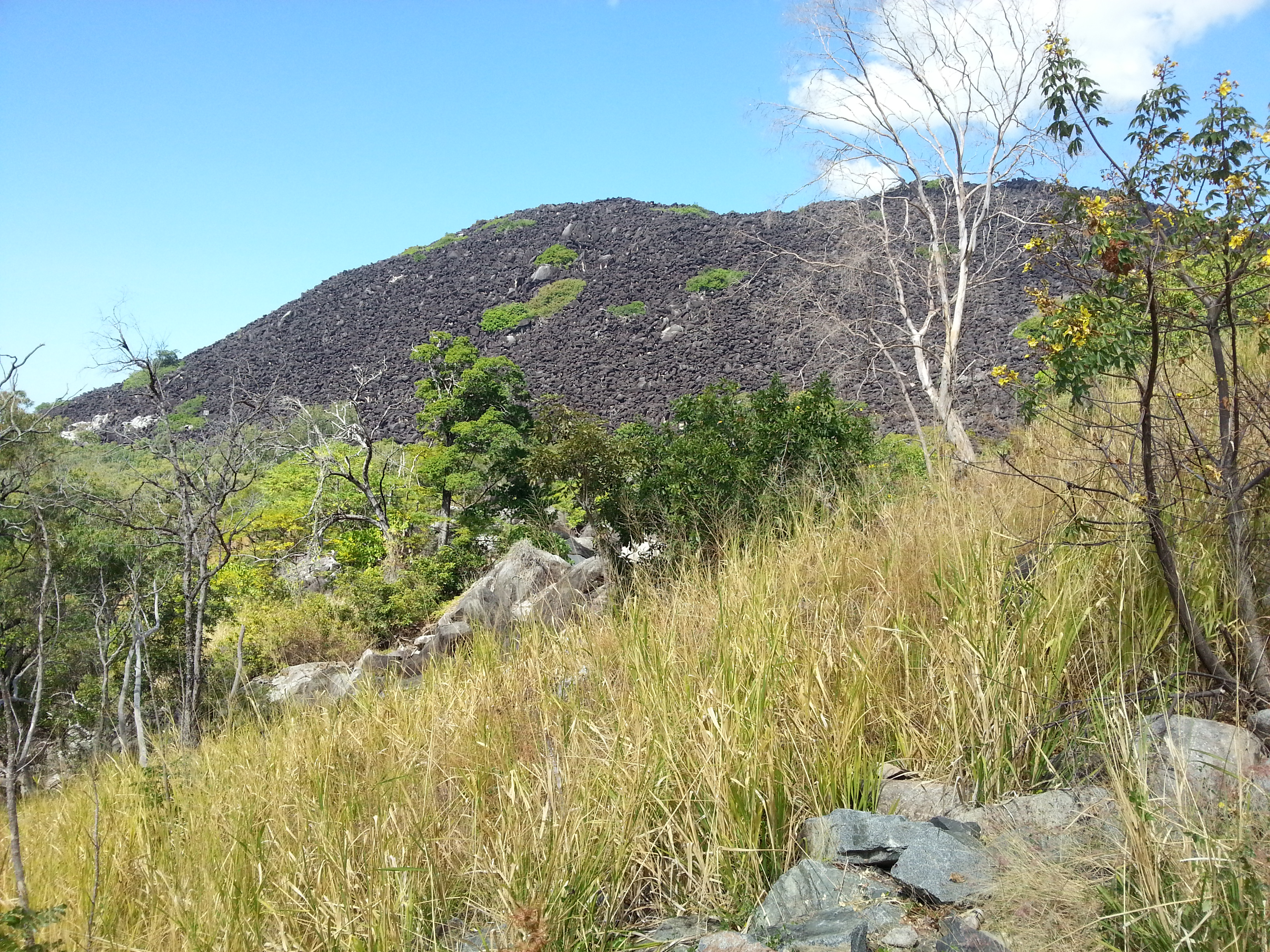
Vista de la Muntanya Negra
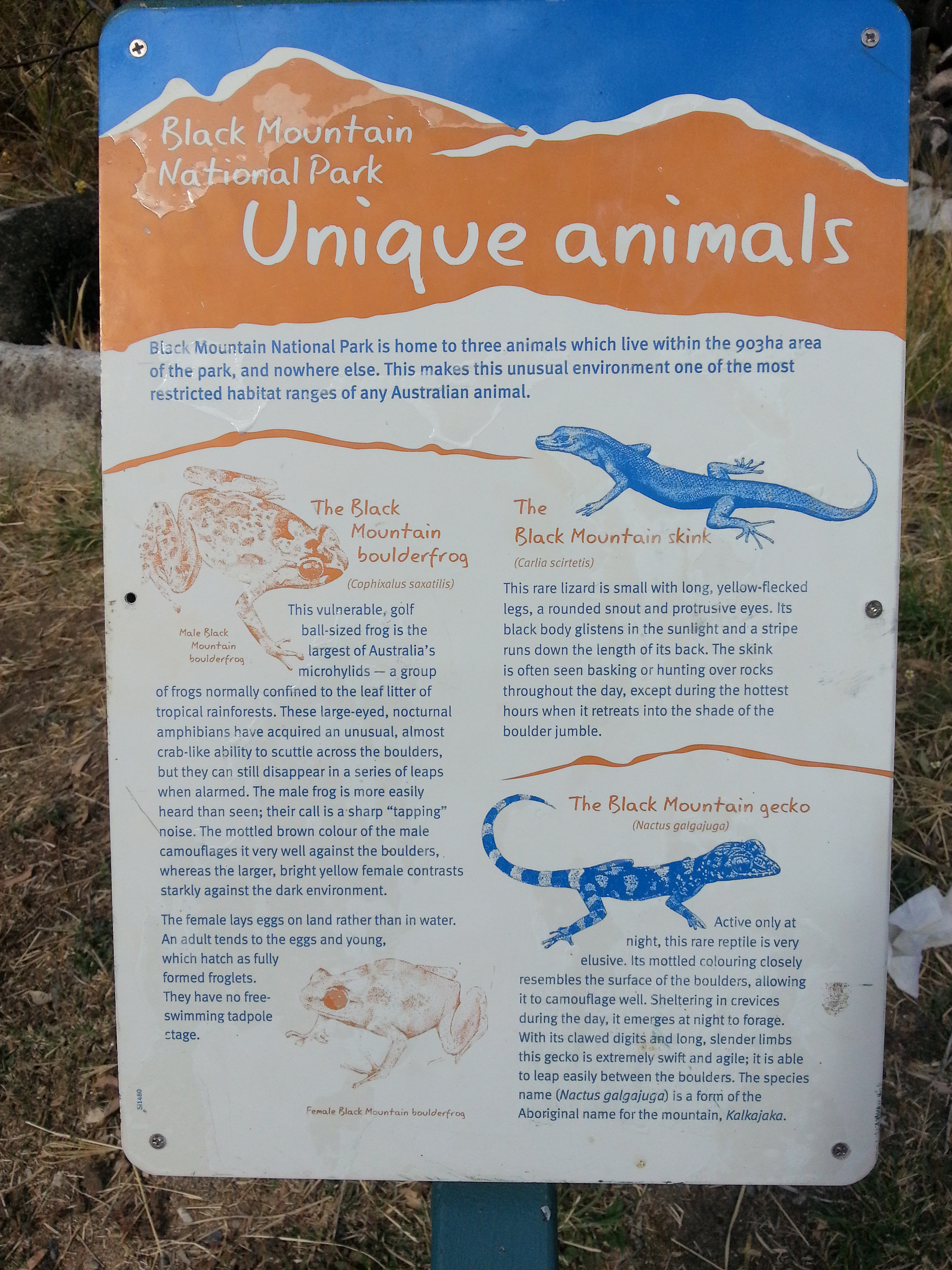
Espècies endèmiques